# On Your Side Companion
On Your Side Companion — сингл норвезького співака та композитора Евена Йохансена.

## Список композицій
1. «Clean Slate»
2. «Heaviest Heart»
3. «Dead Happy»
4. «Big Black Moon»